# Feraoun
Feraoun är en ort i Algeriet.   Den ligger i provinsen Béjaïa, i den norra delen av landet, 160 km öster om huvudstaden Alger. Feraoun ligger 652 meter över havet och antalet invånare är 21 700.
Terrängen runt Feraoun är lite bergig. Runt Feraoun är det tätbefolkat, med 286 invånare per kvadratkilometer. Närmaste större samhälle är Barbacha, 10,0 km öster om Feraoun. 